# Ривас Гарсия, Сантос Ильдебрандо
Сантос Ильдебрандо Ривас Гарсия — (исп. Santos Ildebrando Rivas Garcia; 17 августа 1911, Чалатенанго — 17 апреля 2023, Сан-Пабло-Такачико) — сальвадорский долгожитель возраст которого подтверждён группой Longevi Quest (LQ). На момент смерти являлся 3-м старейшим живым мужчиной в мире после Хуана Весенте Перес Мора и  Эусебио Кинтеро Лопеса, также он является самым старым когда-либо живущим человеком в Сальвадоре, чей возраст был подтверждён. Его возраст составил 111 лет 243 дня.

## Биография
Родился 17 августа 1911 года в семье Катарино Ривас и Марии Инес Гарсия, Чалатенанго, Сальвадор. У него было двое братьев и сестра, брат с таким же именем, который умер в возрасте 1 года в 1910 году. Его отец был родом из Испании.
20 мая 1933 года женился на Розалине Алас, у них было 13 детей, у него было ещё 2 детей от первого брака.
С 1934 по 1956 год работал в национальной почтовой службе Сальвадора.
17 августа 2021 года Ривас отпраздновал своё 110-летие и стал первой подтверждённой персоной, достигшей такого возраста в Сальвадоре.
В 2022 году он пережил своих двоих детей, которые умерли в возрасте 82 и 86 лет.
Умер 17 апреля 2023 года в Сан-Пабло-Такачико, Ла-Либертад, Сальвадор, в возрасте 111 лет, 243 дней.